# Homadaula inornata
Homadaula inornata is een vlinder uit de familie van de Galacticidae. De soort is voor het eerst wetenschappelijk beschreven als Mieza (?) inornata door Thomas de Grey Walsingham in een publicatie uit 1900.
De soort komt alleen voor op het eiland Socotra (Jemen).